# 纹胸巨鹛
纹胸巨鹛（学名：Mixornis gularis）为画眉科纹胸鹛属的鸟类，俗名纹胸鹛。分布于印度、沿喜马拉雅山脉、经尼泊尔、锡金、不丹、孟加拉、南抵中南半岛、印度尼西亚的邻近岛屿、东达菲律宾群岛以及中国大陆的云南等地，常见于海拔1400米以下的常绿阔叶林、雨林、季雨林中以及多在林中、溪流边、沟边竹丛、灌丛草丛中活动。该物种的模式产地在印度尼西亚的苏门答腊。
2022年，为了与其新的分类地位相符，“中国鸟类名录”10.0版将纹胸巨鹛的中文名修改为纹胸鹛。

## 亚种
- 纹胸巨鹛滇南亚种（学名：Mixornis gularis lutescens）。分布于缅甸、老挝、越南、泰国以及中国大陆的云南等地。该物种的模式产地在越南北部保河BaoHa。[3]
- 纹胸巨鹛滇西亚种（学名：Mixornis gularis sulphureus）。分布于缅甸、泰国以及中国大陆的云南等地。该物种的模式产地在缅甸掸邦Namehet。[4]